# Aartsbisdom Rijsel
Het aartsbisdom Rijsel (Latijn: Archidioecesis Insulensis; Frans: Archidiocèse de Lille) is een rooms-katholiek aartsbisdom in Frankrijk. Het bisdom Atrecht en het aartsbisdom Kamerijk zijn suffragane bisdommen.

## Geschiedenis
Het bisdom werd op 25 oktober 1913 van het aartsbisdom Kamerijk afgesplitst. De zetel van het bisdom is gevestigd in Rijsel in de sinds 1914 tot kathedraal verheven Notre-dame de la Treille. Op 30 maart 2008 werd het bisdom verheven tot aartsbisdom. 
Het bisdom telde in 2021 1.642.000 inwoners (1980: 1.500.500), waarvan 68,9% katholieken (1980: 87,3%). Het aantal priesters lag in 2021 op 303 (2002: 660 en 1980: 1282), het aantal diakens in dezelfde periode steeg van 5 (1980) naar 54 (2002) en 104 (2021). Het aantal religieuzen daalde van 2343 in 1980 naar 1109 in 2002. Door samenvoeging van parochies tussen 1980 en 2002 bleef van de oorspronkelijke 396 parochies het aantal van 162 over. In 2021 was dit verder teruggebracht tot 106 parochies.

## Bisschoppen
1. 21-11-1913 - 15-06-1920: Alexis Charost
2. 18-06-1920 - 03-03-1938: Ettore Raffaele Quilliet
3. 06-10-1928 - 14-03-1968: Achille Liénart
4. 14-03-1968 - 28-10-1990: Adrien Edmond Maurice Gand
5. 13-08-1983 - 02-07-1998: Jean Félix Albert Marie Vilnet
6. 02-07-1998 - 01-02-2008: Gérard Denis Auguste Defois
7. 01-02-2008 - 26-04-2022: Laurent Ulrich
8. 01-04-2023 - : Laurent Le Boulc'h

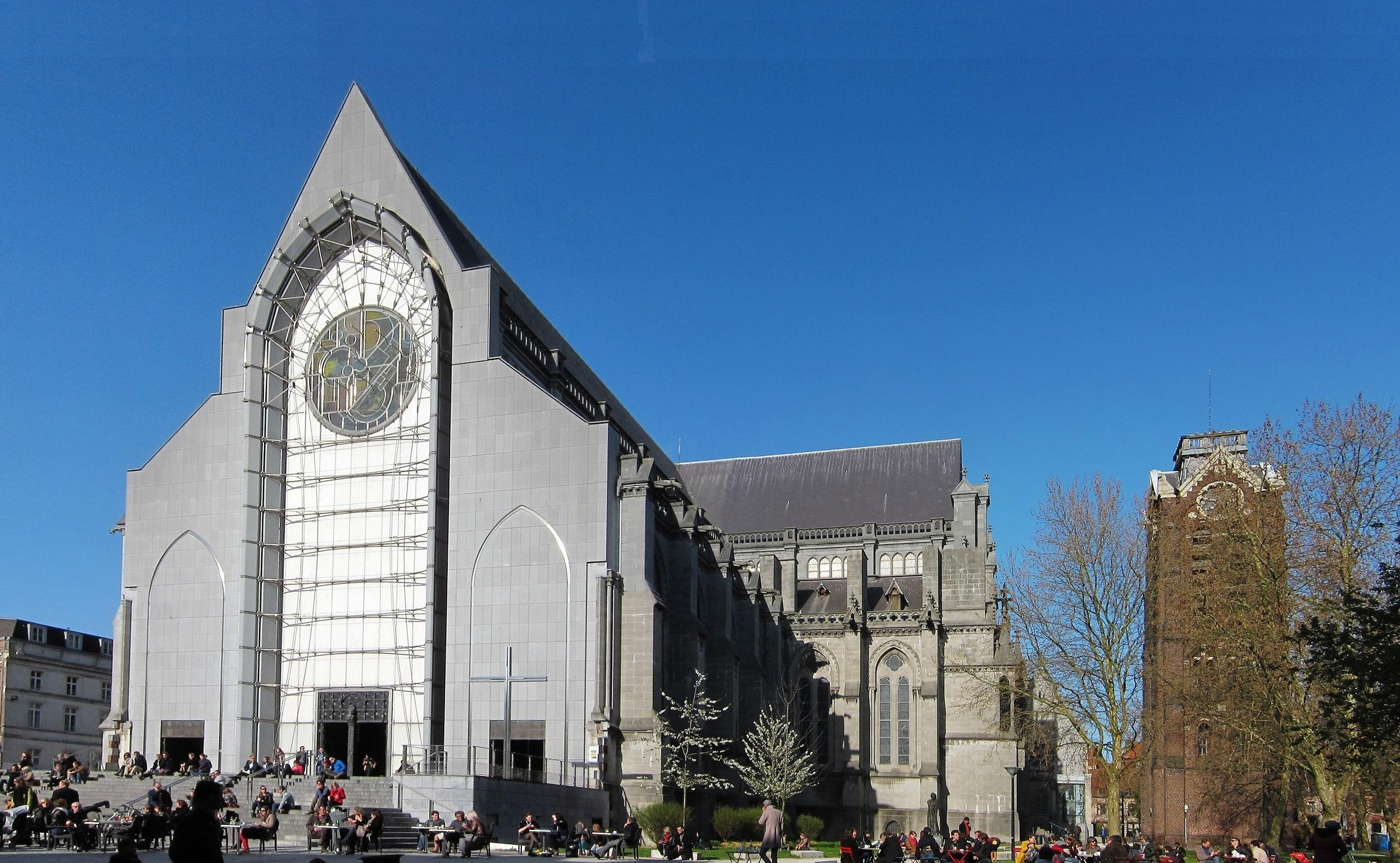
Rijselse kathedraal Notre-Dame de la Treille
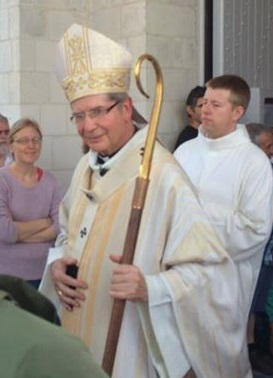
Aartsbisschop Laurent Ulrich